# Jorden runt på 80 dagar (TV-serie)
Jorden runt på 80 dagar är en svensk reality-TV-serie som hade premiär den 5 november 2024 på Kanal 5 och Max. Serien är inspirerad av den resa som Phileas Fogg gjorde och som beskrevs i Jules Vernes roman med samma namn från 1872. Tanken är dock att resan denna gång ska genomföras dubbelt så snabbt.

## Medverkande
De som genomför resan jorden runt är:
- Jessica Almenäs
- Nikki Amini
- Markus Aujalay
- Måns Möller